# Jacqueline Kennedyová Onassisová

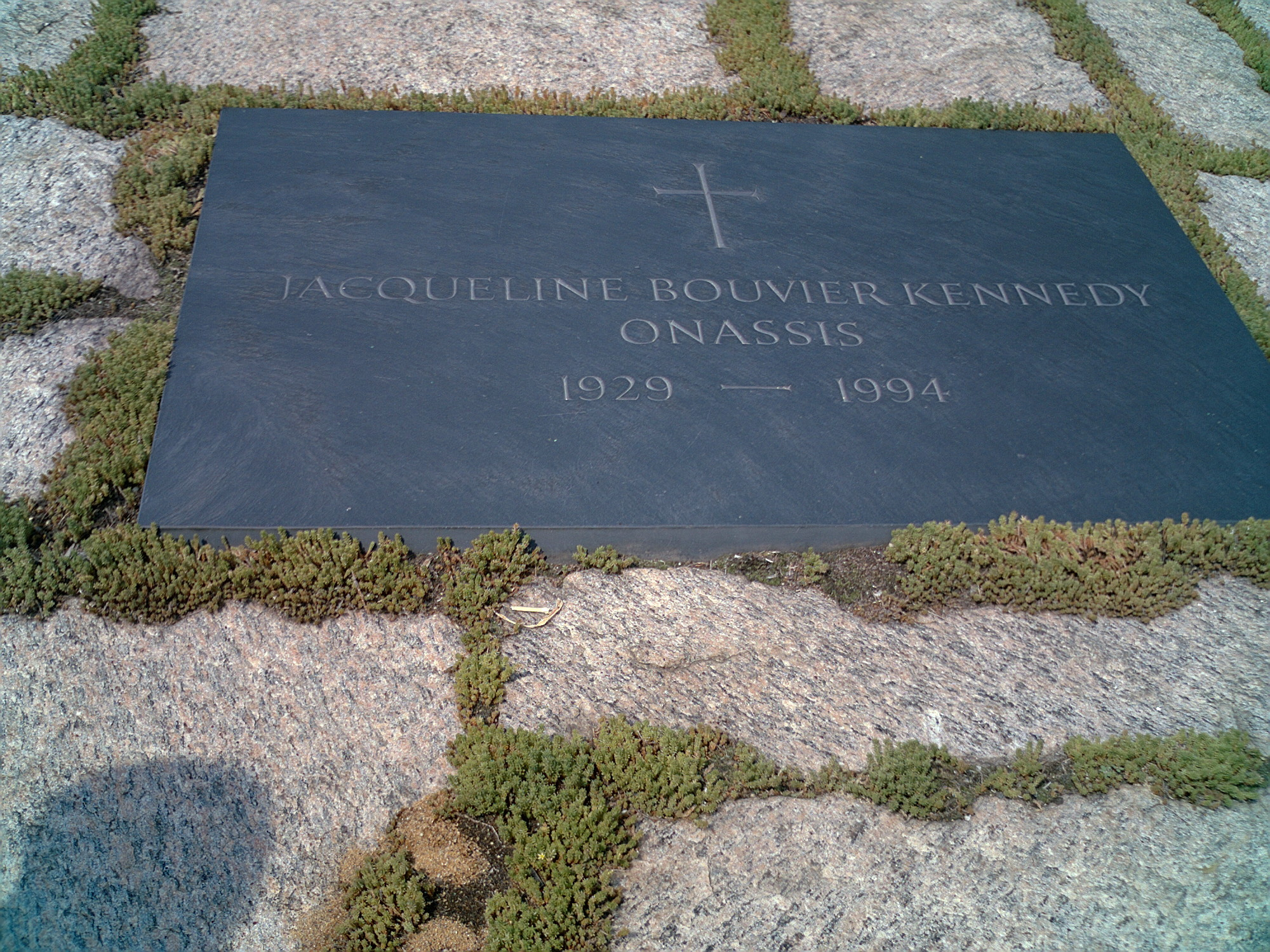
Náhrobek Jacqueline Kennedyové na Arlingtonském národním hřbitově

Jacqueline „Jackie“ Lee Bouvierová-Kennedyová-Onassisová (28. července 1929 Southampton – 19. května 1994 Manhattan) byla manželkou 35. prezidenta USA Johna Fitzgeralda Kennedyho a v letech 1961–1963 první dáma USA.

## Biografie

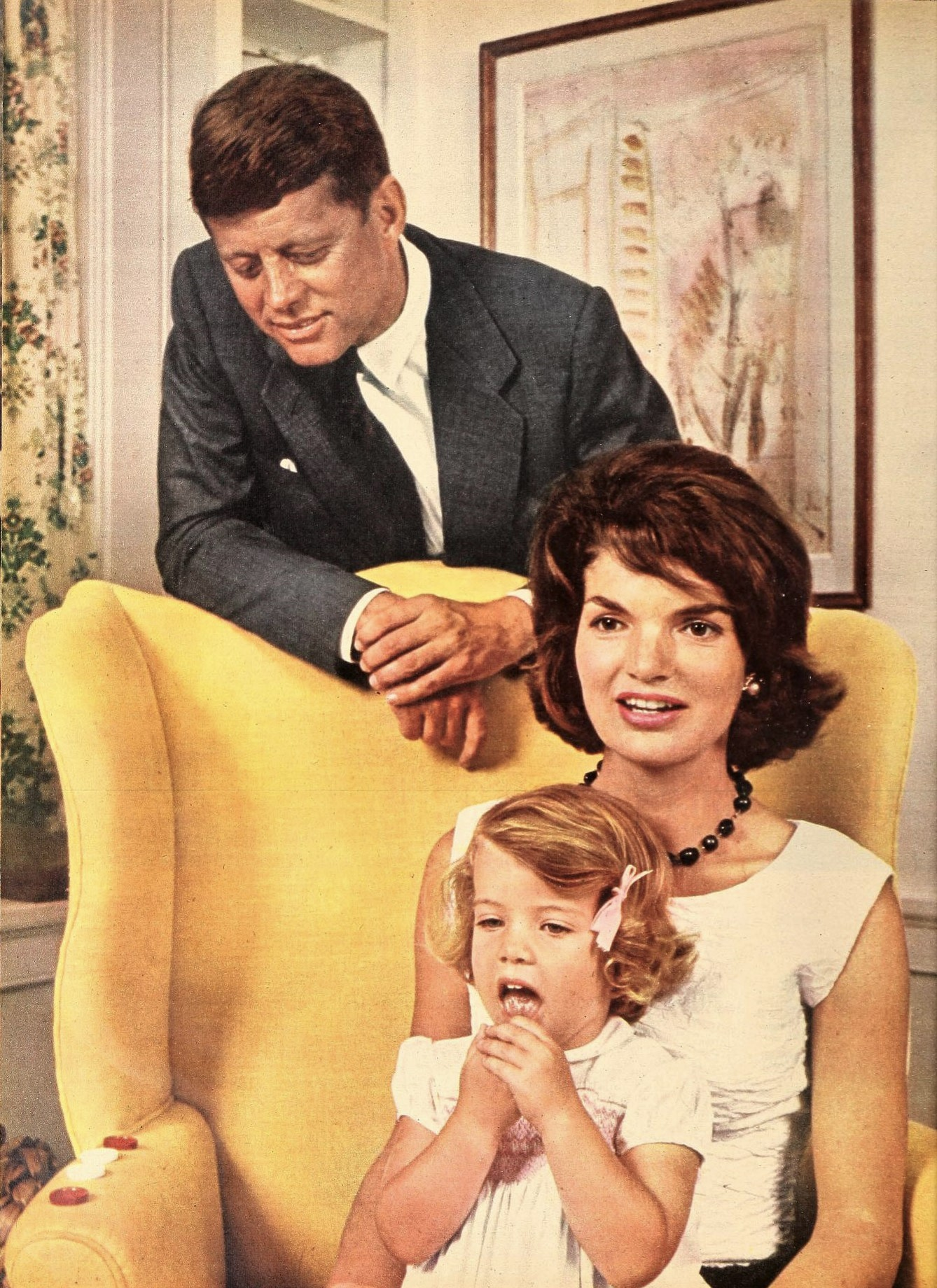
John F. Kennedy a Jacqueline s dcerou Caroline Kennedyovou, rok 1960

Narodila se v roce 1929 v New Yorku v bohaté rodině Janet Leeové a Johna V. „Jacka“ Bouviera III. Přes tehdejší hospodářskou krizi žili v luxusu se služebnictvem. Rodiče se brzy rozvedli. Jackie byla velmi chytrá a nadaná, vystudovala elitní školu Vassar College, poté rok cestovala po Evropě a po návratu studovala na Univerzitě George Washingtona ve Washingtonu. Od roku 1952 pracovala v deníku Washington Times-Herald jako fotoreportérka. Vydobyla si renomé společenské novinářky, a proto byla vyslána do Londýna, odkud přinášela reference o korunovačních oslavách Alžběty II.

### Rodinný život
Díky svému povolání se seznámila s J. F. Kennedym, za něhož se v září 1953 vdala. Svatba se konala v Newportu na Rhode Islandu. Velkolepé svatbě požehnal i papež, oba manželé byli katolíci.
Manželé Kennedyovi měli dvě dcery a dva syny: nedonošenou Arabellu (* 1956), Caroline (* 1957), Johna mladšího (* 1960) a Patricka (* 1963), který však žil jen necelé dva dny. Po svatbě bydleli v Georgetownu, prestižní čtvrti ve Washingtonu, D.C. Jackie na Georgetownské univerzitě navštěvovala semináře dějin USA, díky znalosti cizích jazyků pro manžela překládala politické texty z francouzštiny a španělštiny.
V roce 1961 se JFK stal prezidentem. Ona se hlavně starala o děti, přestavovala Bílý dům, dokázala přesvědčit Kongres, aby Bílý dům prohlásil za národní historickou památku. Jackie uspořádala veřejnou sbírku na rekonstrukci, pro propagaci nechala sepsat průvodce a natočit dokument o Bílém domě. Z Washingtonu se stalo kulturní centrum, do sídla prezidenta byli zváni hudebníci i hollywoodští herci. Svým stylem oblékání určovala módní trendy.
Po atentátu na svého manžela se odstěhovala do New Yorku, aby svým dětem poskytla klidnější život. Tehdejší politici o ní uvažovali jako o budoucí viceprezidentce, senátorce či vyslankyni ve Francii, ale ona všechny nabídky odmítla. Starala se pouze o děti a manželův odkaz budoucím generacím. Nechala vybudovat John F. Kennedy Memorial Library v Bostonu.

### Pozdější manželství
Později se provdala za řeckého multimilionáře Aristotela Onassise (svatba 20. října 1968). Manželství nebylo příliš šťastné. Ona mu posílala vysoké účty za módní oblečení, on dále pokračoval ve schůzkách s jinými ženami. Onassisovi příbuzní ji označovali za zlatokopku. Po manželově smrti pracovala jako redaktorka u Viking Press. Od roku 1977 působila jako akviziční redaktorka v nakladatelství Doubleday.
Od roku 1985 žila s obchodníkem s diamanty Mauricem Tempelmanem.

### Závěr života
V lednu 1994 u ní byl diagnostikován Non-Hodgkinův lymfom, na který 19. května téhož roku ve 22:15 místního času zemřela ve svém apartmánu na Fifth Avenue na Manhattanu. Její pohřeb, ačkoliv byl soukromý, byl vysílán televizemi do celého světa. Je pohřbena vedle svého manžela J. F. Kennedyho na Arlingtonském hřbitově.
Preferovala francouzskou výslovnost svého křestního jména („ʒaklin“), v médiích bylo její jméno často zkracováno na Jackie K. nebo Jackie O.

## Osobnost
Jacqueline byla silná kuřačka. Angažovala se za zachování historických budov. Vyznačovala se spíše malým sociálním cítěním a v některých dobách se jemně přikláněla k feminismu.

## Ostatní
Postava Jacqueline Kennedyové Onassisové se objevila v mnoha filmech či dokumentárních pořadech. V italském životopisném snímku Callasová a Onassis její roli ztvárnila italská herečka Anna Valleová, někdejší Miss Italia. A také ve filmu z roku 2016 Jackie, kde ji ztvárnila Natalie Portmanová.